# Клодон
Клодон (фр. Claudon) је насељено место у Француској у региону Лорена, у департману Вогези.
По подацима из 2011. године у општини је живело 205 становника, а густина насељености је износила 9,44 становника/km².

## Демографија
| 1962. | 1968. | 1975. | 1982. | 1990. | 2011. |
| ----- | ----- | ----- | ----- | ----- | ----- |
| 390   | 376   | 308   | 285   | 238   | 205   |